# Arachnothryx sessilis
Arachnothryx sessilis là một loài thực vật có hoa trong họ Thiến thảo. Loài này được Borhidi & G.Ortiz mô tả khoa học đầu tiên năm 2006.